# カール4世 (神聖ローマ皇帝)
カール4世（ドイツ語: Karl IV., 1316年5月14日 - 1378年11月29日）は、中世後期のルクセンブルク家2人目の神聖ローマ帝国君主（皇帝）。ルクセンブルク朝第2代ボヘミア王カレル1世（チェコ語: Karel I., 在位：1346年 - 1378年）としても著名。文人皇帝として知られ、しばしば、最初の「近代的」君主と称される。金印勅書の発布やプラハ大学の創設、教皇のローマ帰還への尽力などで知られる。チェコで流通している100コルナ紙幣に肖像が使用されている。フランスで養育された当時はシャルル（フランス語: Charles）といった。同じくフランス語を母語として育った神聖ローマ皇帝ハインリヒ7世（アンリ）の孫で、父はその嫡子ボヘミア王ヤン（ジャン、ヨハン）、母はボヘミア及びポーランドの王ヴァーツラフ2世の娘エリシュカ。
ルドルフ1世から続く6代目の非世襲ローマ王（ドイツ王、在位：1346年 - 1378年）。正式な皇帝として戴冠するためのイタリア出兵も完遂してイタリア王カルロ4世（戴冠：1355年1月6日）、神聖ローマ皇帝（戴冠：1355年1月6日）。神聖ローマ帝国はまだドイツに限定されていない中世的・普遍的キリスト教帝国の理念を残しており皇帝はローマで教皇によって戴冠する習わしだったが、当時はアヴィニョン捕囚期でローマに教皇がいなかったため、枢機卿によって戴冠している。最後のブルグント王でもあり、200年ぶりに正式に戴冠した上で統治権をフランスへ譲った。モラヴィア辺境伯（在位：1334年 - 1349年）、ルクセンブルク伯でもあった（在位：1346年 - 1353年）。

## 生涯と治世

### 出生とパリでの生活
カール4世は1316年5月14日、ボヘミア王国の都プラハで生まれた。母はプシェミスル家最後のボヘミア王ヴァーツラフ3世の妹エリシュカである。
1306年、ヴァーツラフ3世が暗殺されるとプシュミスル家の男系男子は絶え、その後様々な経緯があったものの、国内で王位継承に同意権を有していたボヘミアの有力貴族たちは最終的に神聖ローマ皇帝ハインリヒ7世の子であるルクセンブルク家のヨハンを王に選んだ。1310年、ヨハンはエリシュカと結婚してボヘミア王ヤンとなったが、この2人の間に生まれた長男がカールである。カールは最初、伯父や外祖父と同じくヴァーツラフ（Václav：チェコ語 - ドイツ語ではヴェンツェル：Wenzel）と名付けられた。

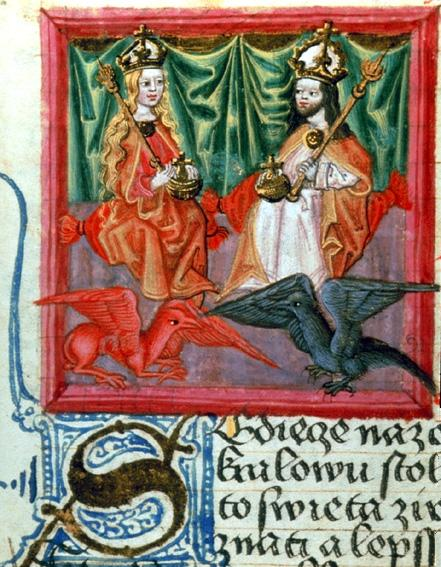
最初の妻ブランシュ・ド・ヴァロワとカール

ルクセンブルク家とプシェミスル家の血を引くチェコ人として生まれたヴァーツラフであったが、政治にかかわる父と母の確執のため3歳の時に母の手元から引き離され、ロケト城に幽閉されその後7歳から14歳までの間はパリの宮廷に送られてそこで養育された。これはカペー朝最後の王となるフランス王シャルル4世の王妃マリー・ド・リュクサンブールが父ヨハンの妹だった縁による。
シャルル4世について、ヴァーツラフこと後のカールは「王自身にラテン語の知識はなかったが、ラテン語の基礎を学ばせるため、宮廷司祭を家庭教師としてわたしにつけて下さった」と自伝に記している。
この時の教師はフランス貴族出身のピエール・ロジェ、後の教皇クレメンス6世であり、当時ヴァーツラフだった少年にラテン語や神学を講じ、また帝王学を授けたといわれる。ゆきとどいた教育によってヴァーツラフは繊細で教養の高い若者に育った。また、このことは後年、彼がローマ皇帝に選出されるに際して決定的な影響をあたえる機縁となった。
パリ滞在期間、彼は代父であるシャルル4世の名をとってヴァーツラフからシャルル（ドイツ語でカール、チェコ語でカレル）と改名し、1329年にはフランス王族のヴァロワ伯シャルルの娘でシャルル4世の従妹であるブランシュを最初の妻に迎えた。なお、ブランシュはヴァロワ朝初代のフィリップ6世の異母妹にあたる。

### イタリア遠征
1330年、シャルルはパリを去り、翌1331年からの2年間、父と共にイタリア遠征をおこなった。教皇庁が1309年に南フランスのアヴィニョンに移った後（アヴィニョン捕囚）、イタリアにおいては、強力な皇帝による安定したイタリア統治を望む声が強まり、教皇派と皇帝派の対立が再燃した。シャルルはイタリア遠征のなか、ミラノを牛耳るヴィスコンティ家の手の者に毒を盛られかけたり、メディチ家率いるフィレンツェ共和国との戦いを自ら指揮したりしながら、政治上ないし軍事上の経験を積み重ね、一方では、芸術家や文人たちとの親交によってルネサンス初期の人文主義に触れた。なお、「最初の人文主義者」と称されるイタリアの詩人ペトラルカは、若きシャルルに期待した一人であった。

### 王子のボヘミア統治

プラハの聖ヴィート大聖堂の尖塔と門

1333年、17歳になったシャルルはボヘミアに帰り、不在の父に代わってカレル王子としてボヘミア及びその分国であるモラヴィアの経営にあたった。1334年にはモラヴィア辺境伯となり、さらには1340年からは失明した父の代理としてボヘミアを統治した。
ボヘミア王国の都プラハの小丘の上、プラハ城の城壁のなかに立地する聖ヴィート大聖堂がゴシック様式によって建設されたのは、カレルの王子時代の1344年11月のことである。大聖堂は、北フランスのアラス出身のマテュー（マティア）を招いて起工された。これにともない、従来プラハには教区の統括者としてマインツ大司教座に属する司教が置かれていたが、以後は独立した大司教（プラハ大司教座）が置かれることとなった。
王子時代における13年間におよぶボヘミア統治の経験は、父の没後の王位継承をきわめて円滑なものとした。

### ボヘミア王、そしてローマ王へ
1346年、30歳となったカレル王子は、ヴィッテルスバッハ家出身の皇帝ルートヴィヒ4世（バイエルン公）と対立する教皇クレメンス6世によって対立王カールとして擁立された。クレメンス6世はかつてのカレル（シャルル）の師であり、帝国諸侯のなかにはルートヴィヒ4世の強引な所領拡大策に不満を持つ者も多く、ルクセンブルク家出身でカールの大叔父にあたるトリーア大司教バルドゥインらの選帝侯もまたカレルをローマ王に選出してルートヴィヒ4世の皇帝廃位を宣言した。
しかしこの時、イタリアをも含む帝国全土で「坊主王」と称されて軽侮と嘲笑の対象となっている。皇帝に教会保護の義務のみを負わせるという教皇庁の意向をカールがすべて受け入れ、自身のローマ王即位と引き替えに、従来皇帝の既得権とされてきた権限の多くを放棄したからであった。ローマ王としての戴冠式も、1346年にアーヘンではなくボン（ともに現ノルトライン＝ヴェストファーレン州）で簡素に催された。
この年、父と共にカレルはフランスへ行き、百年戦争でフランス王国側に立って参戦した。ところが、父は戦争はじまって以来最大の会戦であるクレシーの戦いでフランス王太子ジャン（後のジャン2世）の救援に赴いて戦死した。これにより、カレルはボヘミア王及びルクセンブルク伯を継承することとなった。
カレルは翌1347年、プラハにおいてボヘミア王として戴冠式を挙行した。直後、廃位を宣言されていたルートヴィヒ4世も死去したため、併せて正式に単独のローマ王カール4世となった。選帝侯と先帝ルートヴィヒ4世とは1338年の協約によって、選帝侯によって選出されたローマ王は教皇の認可を待つことなく皇帝とみなされることを取り決めていた。しかし帝国においては国王の世襲を主張するヴィッテルスバッハ家をはじめとして反対勢力も根強く、一時は対立王さえ現れかねない状況だったので、カール4世は当面本拠地であるボヘミア地方を固めた。

### 「皇帝の都」プラハ

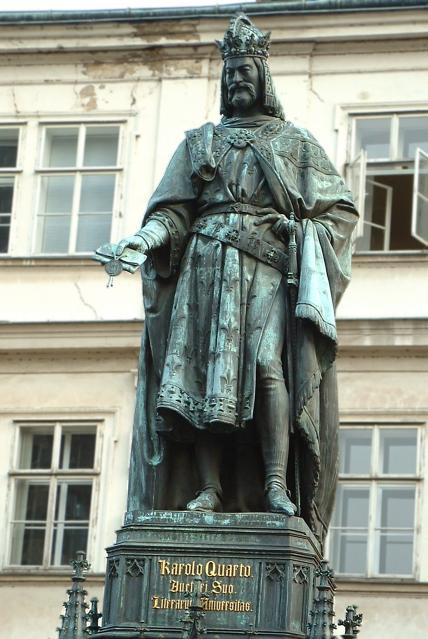
プラハにあるカール4世像

カール4世はローマ王となってからもチェコ人としての意識を持ち続けたといわれる。
1348年4月、カール4世は開催中であった全ボヘミア領邦議会の会期にあわせて一連の勅書を発布したが、彼はこれによってローマ王の立場から自身の選帝侯及びボヘミア王としての諸特権を再確認し、一方ではボヘミア王のもとでの所領の不可分性を規定した。また、同時に発した別の勅書によって、プラハを単にボヘミアの首都であるだけでなく皇帝の都として大々的に整備することを宣言し、その一環としてプラハ大学（現在のカレル大学）の設立を発令した。
ヨーロッパにおける大学はボローニャ大学が最古でパリ大学がそれに次ぎ、イングランドではオックスフォード大学・ケンブリッジ大学、さらにイタリア南部でもサレルノやナポリには創設されたが、ライン川の東側、アルプス以北の領域には大学が一つもなかった。したがって現在のドイツにあたる地域で学問を志す若者は遠方で学ぶよりほかなかったが、幼少をパリで過ごした文化人皇帝カール4世はそのような状況の解消に努めるとともに、プラハを「東方のパリ」たらしめんことを図ったのである。ドイツ語圏初の大学は、カール4世の領国建設に資する官僚の育成を目的とするものでもあった。これにより、プラハは中欧における学問の中心として栄え、ヨーロッパ屈指の文化都市として発展した。プラハ大学そのものも上述の諸大学に比肩され、後に神学者ヤン・フスらを輩出している。プラハの旧市庁舎を建設したのもカール4世だといわれる。

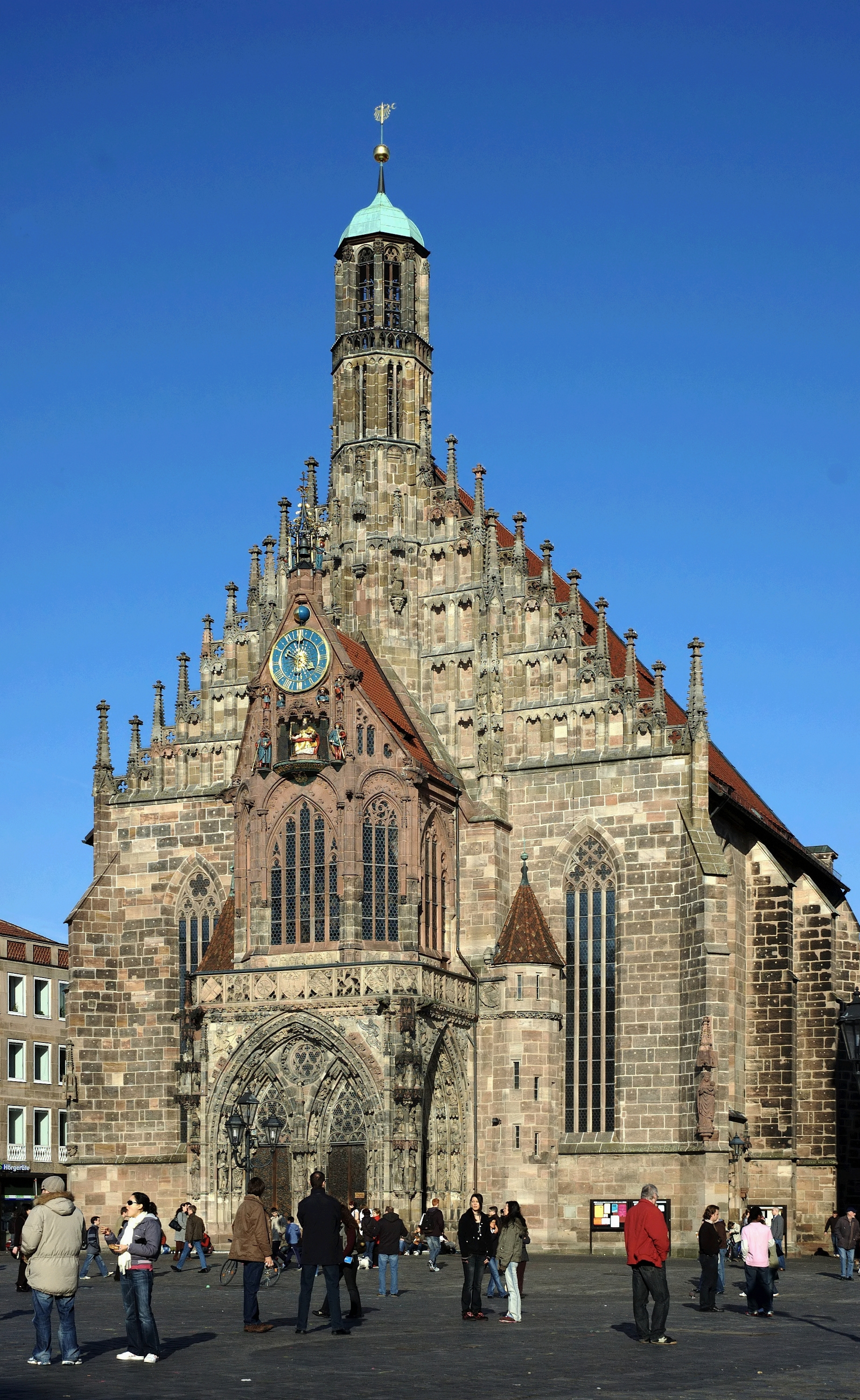
ニュルンベルクのフラウエン教会

1348年は、全ヨーロッパにおいては黒死病（ペスト）が猖獗をきわめた年でもあったが、ここでカール4世は帝国内におけるユダヤ人迫害を阻むことができず、南独のニュルンベルクではユダヤ人家屋の撤去とシナゴーグ撤去後の跡地への聖母教会（現・フラウエン教会）建設の許可を与えている。一方、彼はボヘミア王としては、拡張したプラハ新市街への移民としてユダヤ教徒を歓迎し、関係法令でも移民の筆頭としてユダヤ人を掲げており、その姿勢には二重性が認められる。いずれにせよ、この時プラハではペスト感染の症例自体が少なく、ユダヤ人に対する差別や迫害も起こっていない。
1349年1月、ヴィッテルスバッハ派諸侯はルートヴィヒ4世の外交官を務めたシュヴァルツブルク＝ブランケンブルク伯ギュンターを対立王に擁立したが、カール4世は5月にこれをエルトヴィレで撃破し退位させ、ヴィッテルスバッハ家との和解を成立させた。これにより、ようやくアーヘンでローマ王として改めて戴冠式を挙げた。同年、モラヴィア辺境伯の地位を同母弟のヨハン・ハインリヒ（ヤン・インジフ）に与えている。

### ローマ遠征と教皇からの戴冠
カール4世は1353年、ルクセンブルク伯位を異母弟のヴェンツェル1世にあたえ、爵位をルクセンブルク公へと格上げした。
1354年から1355年にかけてはイタリア遠征を行い、この間ミラノでイタリア王として戴冠、さらにローマではサンピエトロ大聖堂においてローマ皇帝として正式な戴冠を受け、教皇インノケンティウス6世との協約をむすぶことに成功した。両者は互いに双方の主権を尊重しあうことを確約し、皇帝は教皇庁からの干渉を排する代わりにイタリアへの干渉を放棄した。戴冠は1355年4月5日のことであり、カール4世はその日のうちにローマを離れた。また、フィレンツェ、ヴェネツィア、ミラノなどの諸都市からは政治的妥協の見返りとして大金を供出させた。カール4世は、祖父・父あるいは歴代皇帝とは異なり、イタリアへの政治的介入をおこなわず、むしろ神聖ローマ帝国の平穏とボヘミアの発展に力を注いだのである。ブルクハルトは「カルル四世のイタリアにおける行動全体は、もっとも恥ずべき政治的喜劇の一つである」と手厳しい。
ローマ王権にとって、教皇庁からの自由を確保することは神聖ローマ帝国における諸問題を解決していく上での前提となっており、カール4世はその確保に成功した。加えて百年戦争におけるフランスの劣勢は神聖ローマ帝国にとって西境情勢の好転を意味していた。戦争よりも外交に重きを置いたカールは、ハプスブルク、ヴィッテルスバッハ両家及び帝国諸侯らとの妥協にも成功したのである。

### 金印勅書

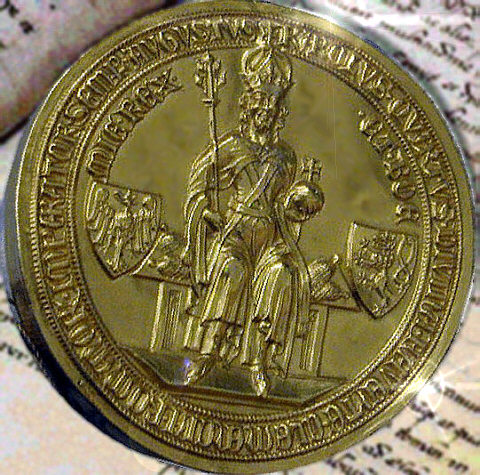
1356年の金印勅書の金の印章

内政に力を傾注できる状況を作ったカール4世は、続いて精力的に政治改革を進めた。まず、神聖ローマ帝国の最高法規で帝国再建案ともいうべき金印勅書（Goldne Bulle）を発布した。勅書は、1356年1月10日にはニュルンベルクの帝国議会で、同年12月25日にはメッツの帝国議会でそれぞれ承認された。これにより、大空位時代より続く神聖ローマ帝国域内の政治的混乱を打開しようとしたのである。
叙任権闘争以降のローマ帝国にあっては封建化が進展し、各諸侯の自立傾向が強まって、皇帝権の衰退が著しかった。このことはまた、世襲に代わって諸侯による選挙君主制原理の台頭をみた。フリードリヒ1世やフリードリヒ2世ら歴代皇帝による帝国再興の夢は必ずしも実現しなかったが、カール4世の登場にいたってようやく、「ラントフリーデ」と称された、地域的な領邦平和令を帝国再建の基礎に据える政策が実現に移された。
金印勅書は全文31章から成っており、
- 戴冠式はアーヘン（当時はケルン大司教区に所在）で行うこと
- 皇帝選出に関しては教皇の認可を要件としないこと
- 皇帝選出権を七選帝侯（マインツ大司教、トリーア大司教、ケルン大司教の3聖職諸侯、ライン宮中伯（プファルツ選帝侯）、ザクセン公、ブランデンブルク辺境伯、ボヘミア王の4世俗諸侯）が掌握すること

などが定められた。
金印勅書の発布により、選帝侯の門地や権利、選挙のあり方などが規定されて二重選挙（対立王）の可能性は消滅したものの、選帝侯には帝国の上級官職のみならず、裁判権、鉱山採掘権、関税徴収権、貨幣鋳造権、ユダヤ人保護権など主権国家の元首のような強い権限があたえられた
。これによって帝国は安定期に入ったものの選帝侯の特権も大幅に認められて拡充されたため、神聖ローマ帝国領邦の自立化はいよいよ決定的なものとなった。金印勅書は、ナポレオン戦争による1806年の神聖ローマ帝国滅亡まで、450年にわたって法的効力を発揮した。

### マイェスタス・カロリーナ
金印勅書の発布とほぼ同時期、カール4世は家領の中でも中核をなすボヘミアにおいて、ボヘミア王カレル1世として「マイェスタス・カロリーナ」と称する勅書を発布し、神聖ローマ帝国における金印勅書以上に国内の平和と安寧の保障者としての王権を強く打ち出そうとした。しかし、こちらはボヘミア国内の貴族の反発のため発布できなかった。

### 家権拡大政策の展開

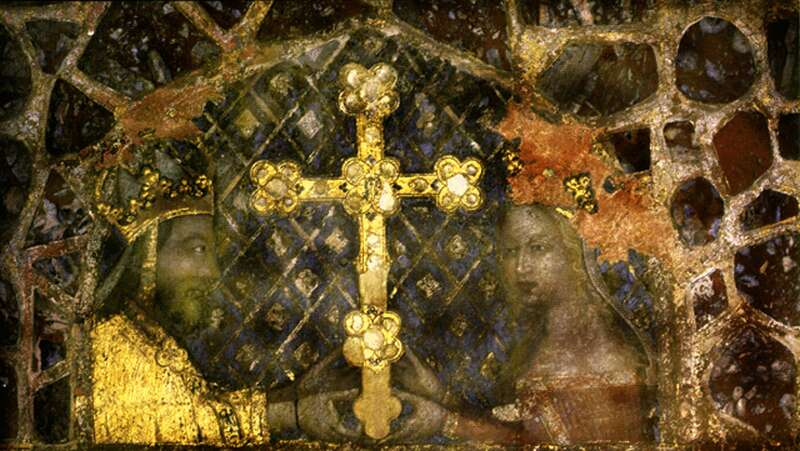
アンナ・シフィドニツカとカール4世

金印勅書において世俗選帝侯としてボヘミア王、ライン宮中伯、ザクセン公、ブランデンブルク辺境伯が確定している。これは、おおむね既定事項を再確認したものではあったが、ここでハプスブルク家のオーストリア公国とヴィッテルスバッハ家のバイエルン公国という、ボヘミアにとっては2大ライバルにあたる勢力が巧妙に除外されていることに注意を払う必要がある。これに不満を持ったハプスブルク家のルドルフ4世は、勝手に自らの称号を「オーストリア大公(Erzherzog von Österreich)」に格上げして対抗した。
金印勅書発布以降のカール4世は、家権拡大政策をいっそう積極的に展開して、王権の基礎の強化に力を注いだ。とりわけ本拠地であるボヘミアの経営に傾注し、鉱山の開発や交通路の整備などを行ったほか、ボヘミア王国の領域拡大にも努めている。義父の遺領を継いでオーバーファルツおよびニーダーラウジッツを、アンナ・シフィドニツカとの結婚によってシレジアを併合し、さらにブランデンブルク辺境伯領をバイエルン公オットー5世より購入した。
1365年、カール4世はアルルにおいてブルグント王としての戴冠式を行っている。こうして、カール4世はローマ王、イタリア王、ブルグント王の国王戴冠とローマ皇帝としての戴冠をすべて果たした最後の皇帝となった。同年、アンナに先立たれた後に、ポーランド王家であるピャスト家の血を引くエリーザベト・フォン・ポンメルンと再婚し、ポンメルンやポーランドなど北方への家領拡大の布石とした。
アヴィニョンにあった教皇庁は、イタリア帰還の助力をカールに要請した。詩人ペトラルカはローマの運命を案じ、イタリア半島に平和を回復するようカール4世に書簡を送ったが、カール4世は1367年から1369年にいたる再度のイタリア遠征には失敗している。

### 2つの都市同盟承認と治世の晩年
「ハンザ同盟」の名称で知られる経済共同体は、デンマーク王ヴァルデマー4世がバルト海・北海を中心とする北方交易を独占しようと試みたことに対し、いくつかの都市が反発して同盟をむすんだことに端を発している。1375年、カール4世はリューベックを盟主とするハンザ同盟の貿易独占権を承認した。同盟を構成する有力都市は他にハンブルク、ケルン、ブレーメン、ダンツィヒ（グダニスク）などがあり、最盛期には200以上の都市が加盟していた。
翌1376年、新たな「シュヴァーベン都市同盟」が結成され、カール4世はこれも許可した。この許可は、一説には帝位世襲工作の資金調達のためであったといわれている。しかし、自ら定めた金印勅書に違反しての同盟許可は帝国諸侯を憤慨させる結果となった。
その後のカール4世は、長男ヴェンツェルにブランデンブルク辺境伯領をあたえ、1376年にローマ王に就けて皇帝世襲を確実なものとし、次男ジギスムントとハンガリーの王位継承者である女王マーリアの結婚を取りまとめて東方を固め、ハンガリー獲得の礎とした。
このころ外交においては、フランスやポーランドとの国境問題を解決し、1377年には教皇のアヴィニョン滞在に終止符を打って教皇グレゴリウス11世のローマ帰還を実現させて自らの声望を高め、神聖ローマ帝国の国際的地位を向上させた。
カール4世はさまざまな手段を用いて確実に自家の権力を強化していた矢先の1378年11月29日、62年の生涯を閉じた。

## 人物

### ボヘミアの父

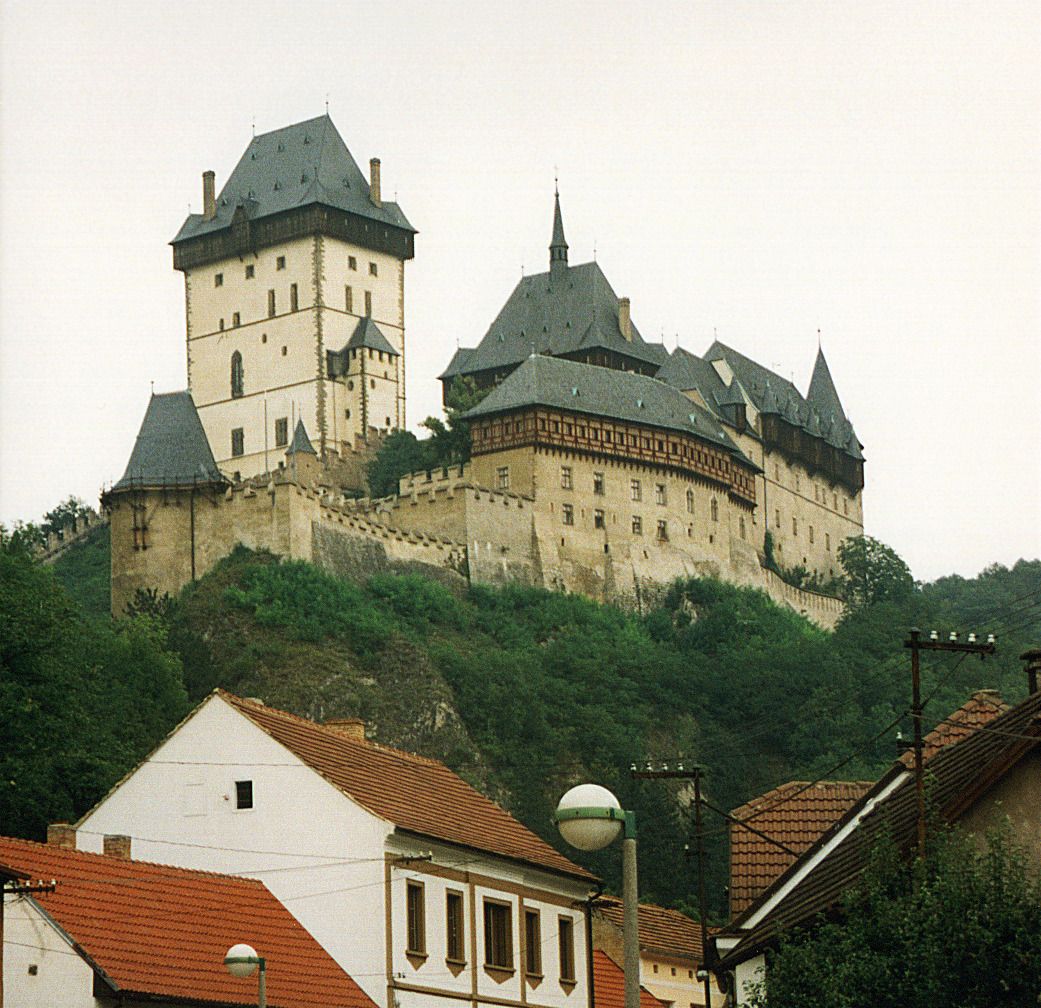
プラハ南郊の岩山に築かれたカレルシュテイン城

父ヨハンの代にルクセンブルク家がボヘミア王位を継承したことは、キリスト教世界におけるボヘミアの国威発揚と国力増進を意味していた。そして、若くしてボヘミアの君主となったカール4世は、チェコ人によってしばしば「祖国の父」と称される。チェコ人は、西スラヴ語系のチェコ語を話す民族で、モラヴィア王国時代にはキュリロスによってギリシア正教の布教もなされたが、10世紀後半以降にカトリックへの改宗が進んだ。
カール4世は、皇帝の都としてのプラハを大々的に建設すると共に、商工業を育成し、さらにボヘミアの地位向上をめざした。王子時代に建設された聖ヴィート大聖堂には「聖ヴァーツラフの王冠」が納められ、その王冠の下でボヘミア、モラヴィア、シレジア、ラウジッツが統合されると証書に定めた（ボヘミア王冠領）。これは現在のチェコ共和国の国章にも反映される。カール4世はまた、王国のカトリック教会を保護したため、教会や聖職者の財産は増大した。
自負するところも相当に強かったカール4世は、各地に自身の名を冠した城を築いている。チェコのカレルシュテイン城は、カールが皇帝となった1348年にプラハ南西近郊の岩山に建設された城であり、帝冠と王家の紋章とが保存されることで知られる。現在は、古城街道を構成する城の一つとして人気の観光地となっている。彼の名を冠したものとしては他に、世界的な温泉地として知られるボヘミア西部のカルロヴィ・ヴァリ（カールスバート）やヴルタヴァ川に架かるプラハのカレル橋などがある。
カール4世の治世において、首都プラハは中・東欧通商網の中核をなして文化的にも繁栄し、当時の南スラヴ諸侯からは「黄金のプラハ」と称されるほどであった。帝国の政治的重心も大きく東に移動した。

### 文人皇帝
カール4世はパリで養育を受け、若いころにイタリアの文人との交わりを持ったこともあって、5か国語に通じ、フランス語、イタリア語、ドイツ語、チェコ語を自由にあやつり、ラテン語で自伝を著しており、当時のヨーロッパにあって最も教養の高い君主であった。神学と法学には生涯にわたって興味を持ち続け、生活ぶりは質素で、重篤な信仰心を抱いており、該博な古典の知識を有していた。
カール4世はまた、自身のみならず、金印勅書第31条において、帝国は異なる複数の言語を用いる「諸国民」より構成される国家であるから、選帝侯の後継者たる者は7歳から14歳の間、ドイツ語のほか、ラテン語、イタリア語、チェコ語を習得すべしとの条項を入れた。これはカール4世の願望であり、実現には移されなかったが、「国際的君主」「学者王」に導かれたプラハの宮廷にはヨーロッパ各地より学者や芸術家が招かれ、ドイツ・フランス・イタリアの文化が移植されて、当時のヨーロッパにおいて初期人文主義の一中心としての役割を担い、一方ではボヘミア民族文化が興隆したのであった。
ブルクハルトは『イタリア・ルネサンスの文化』において、皇帝カール4世は、「詩人の戴冠はかつては古代ローマの皇帝の仕事であったから、今は自分の仕事だという根拠のない仮説から出発して、ピーサ（ピサ）において、フィレンツェの学者ザノービ・デラ・ストラーダに桂冠を授けた」。「以来、イタリア巡幸の皇帝が、ここかしこで詩人に桂冠を授けるようにな（った）」と記し、さらにボッカチオは「ピサの桂冠」を不愉快に感じた旨を書き添えている。同じブルクハルトは、皇帝は「美しい風景にたいして大いに感覚をもっていた」とする歴史家の評価を引用している。

## 評価

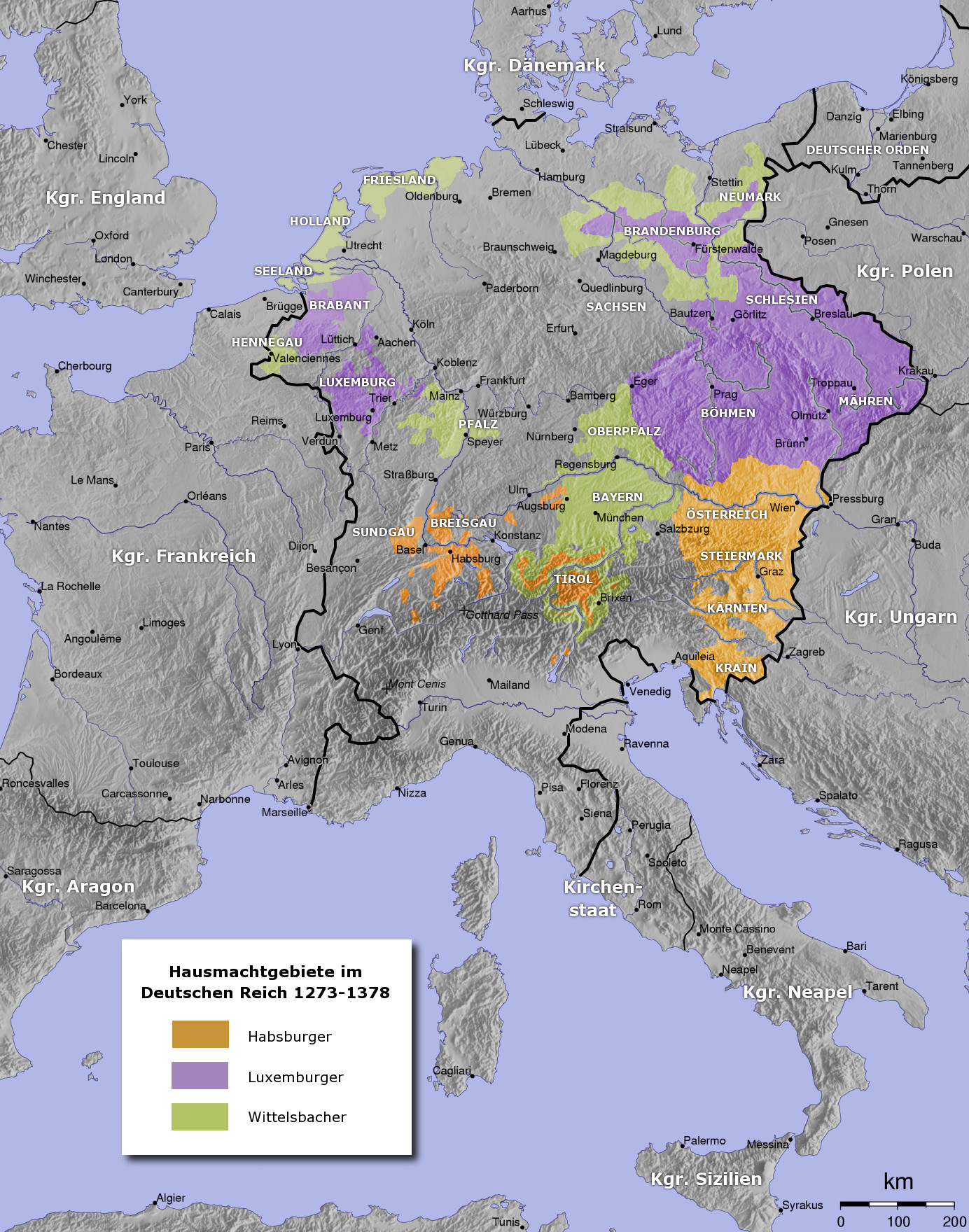
カール4世時代の帝国の領域と主要王家の領地
ルクセンブルク家
ヴィッテルスバッハ家
ハプスブルク家

カール4世は上述のように、中世後期の神聖ローマ皇帝の中でもきわめて個性的な統治を行った支配者であったが、その治世については歴史的評価が分かれている。
金印勅書に関しても、これが国王選挙の際に対立王が出現する事態、すなわち諸侯の分裂によって二重選挙となる事態を回避して神聖ローマ帝国に秩序と平穏をもたらしたとして評価する立場と、神聖ローマ帝国における領邦分裂体制の固定を促してしまったと見なす立場がある。
七選帝侯は金印勅書において、帝国を支える柱として、また帝国永続の保障として、領国の不分割及び世俗選帝侯における長子単独相続が定められ、貨幣鋳造権をも含む国王大権が付与された。選帝侯は、国王選挙のほか年に1回「選帝侯会議」を開き、ある程度の領域的な管掌をも一方で分担しながら帝国全体の政治について審議することになって、帝国はさしあたって国王と選帝侯会議とを2本の柱とする複合帝国として一体的なものとなった。さらに永続性の観点からは、固定的で高い権能を有するそれぞれの選帝侯国を基盤とする選挙帝制というべき国制が打ちたてられた。
カール4世は、冷徹な現実主義に立脚して神聖ローマ帝国における支配関係の現状を追認し、それに法的根拠を与えたのであり、これによって神聖ローマ帝国では国内治安が確立し、一時的にではあるがフェーデ（私闘）も途絶した。
しかし、反面では通行関税の低減や市民権の市壁外住民への付与など、都市の利益を図った条項は、諸侯の利益に反するものとして削除され、中でも帝国諸侯に対抗するような都市同盟は国内平和を乱す元凶として禁止された。カール4世にもし、都市を保護することによって諸侯に対する対抗勢力育成の意図があったとすれば、これは妥協にほかならなかった。ただし、晩年に自ら金印勅書に違約し、諸侯の反発があったにもかかわらず、その認可を強行した。
カール4世の念頭にあったのは家領と家権の拡大であり、皇帝位もそのためにこそ最大限に活用された。そして、金印勅書発布後のカール4世は家権拡大政策に専心して、最終的にはルクセンブルク家による事実上の皇帝世襲を企図していた。しかし、長子ヴェンツェル、次子ジギスムントはともに凡庸であった上に男子を得ず、後にボヘミア王国も皇帝位もルクセンブルク家の手から離れてしまう。そして皮肉なことに、いずれもカール4世がライバルとみなしたハプスブルク家の手に収まり、カール4世の行動は1438年よりはじまる「ハプスブルク帝国」（ハプスブルク家による帝位の世襲化と中欧支配）を準備することとなってしまったのである。

## 家族
カール4世は4度結婚している。
1329年に結婚した最初の妃ブランシュ・ド・ヴァロワは、ヴァロワ伯シャルルの娘でフランス王フィリップ6世の異母妹であった。ブランシュとの間には2女が生まれた。
- マルガレーテ（1335年 - 1349年） - ハンガリー王（後にポーランド王を兼ねる）ラヨシュ1世と結婚した。
- カタリーナ（1342年 - 1395年） - オーストリア公ルドルフ4世と結婚し、死別後にバイエルン公兼ブランデンブルク選帝侯オットー5世と再婚した。

1349年にライン宮中伯ルドルフ2世の娘アンナと結婚した。2人の間には1男が生まれたが夭逝した。
- ヴェンツェル（1350年 - 1351年）

1353年に低シレジアのシフィドニツァ公ヘンリク2世の娘アンナと結婚した。2人の間には1男1女が生まれた。
- エリーザベト（1358年 - 1373年） - オーストリア公アルブレヒト3世（ルドルフ4世の弟）と結婚した。
- ヴェンツェル（1361年 - 1419年） - ローマ王、ボヘミア王、ブランデンブルク選帝侯、ルクセンブルク公。

1365年にポメラニア公ボギスラフ5世の娘（ポーランド王カジミェシュ3世の孫娘）エリーザベトと結婚した。2人の間には4男2女が生まれた。
- アンナ（1366年 - 1394年） - イングランド王リチャード2世と結婚した。
- ジギスムント（1368年 - 1437年） - ローマ皇帝、ルクセンブルク公、ブランデンブルク選帝侯、ボヘミア王、ハンガリー王
- ヨハン（1370年 - 1396年） - ゲルリッツ公。ルクセンブルク女公エリーザベトの父。
- カール（1372年 - 1373年） - 夭逝。
- マルガレーテ（1373年 - 1410年） - ニュルンベルク城伯ヨハン3世と結婚した。
- ハインリヒ（1377年 - 1378年） - 夭逝。